# تشارلز نوكس روبنسون
تشارلز نوكس روبنسون (بالإنجليزية: Charles Knox Robinson)‏ هو ممثل أمريكي، ولد في 13 أبريل 1932 في الولايات المتحدة، وتوفي بنفس المكان في 22 يوليو 2006.

## وصلات خارجية
- تشارلز نوكس روبنسون على موقع IMDb (الإنجليزية)
- تشارلز نوكس روبنسون على موقع قاعدة بيانات برودواي على الإنترنت (الإنجليزية)
- تشارلز نوكس روبنسون على موقع قاعدة بيانات الفيلم (الإنجليزية)